# نواف جابر
نواف جابر أحمد لاعب كرة قدم سعودي لعب سابقاً في نادي الطائي كلاعب مهاجم.